# Tetramorium incruentatum
Tetramorium incruentatum är en myrart som beskrevs av Arnold 1926. Tetramorium incruentatum ingår i släktet Tetramorium och familjen myror. Inga underarter finns listade i Catalogue of Life.